# Krautheim
Krautheim ist eine Stadt im Hohenlohekreis an der Jagst im fränkisch geprägten Nordosten Baden-Württembergs. Sie gehört zur Region Heilbronn-Franken (bis 20. Mai 2003 Region Franken).

## Geographie

### Geographische Lage
Krautheim liegt am nördlichsten Punkt der Jagst auf 210 bis 420 Meter Höhe. Die Jagst hat sich dort 130 bis 150 Meter tief in die Muschelkalklandschaft der Hohenloher Ebene eingegraben. Charakteristisch für Krautheim ist der Blick auf die von weither sichtbare gleichnamige Burg, die mit einer bis zu 17 Meter hohen und bis zu 2,70 Meter dicken Schildmauer einen imposanten Anblick bietet. Der mächtige Bergfried bietet mit seiner Höhe von etwa 30 Metern einen Ausblick in das Jagsttal und die umliegende Landschaft.

### Stadtgliederung
Die heutige Stadt Krautheim ist Ergebnis der Gebietsreform in Baden-Württemberg von 1972/73. Damals schlossen sich die ehemals selbstständigen badischen Gemeinden Krautheim, Gommersdorf, Horrenbach, Klepsau, Neunstetten, Oberndorf und die württembergischen Gemeinden Altkrautheim, Ober- und Unterginsbach zusammen und gaben sich den Namen Stadt Krautheim. Die Ortschaften haben zwischen rund 60 und 700 Einwohner; in Krautheim selbst als zentralem Ort leben etwa 1500 Einwohner.
| Wappen unbekannt     | - Zu Altkrautheim das Dorf Altkrautheim | Altkrautheim von Burg Krautheim gesehen (2020) |
| Wappen Gommersdorf   | - Zu Gommersdorf das Dorf Gommersdorf und die abgegangenen Ortschaften Stein, Windberg und Zimmerbach.                                     | Kirche in Gommersdorf                          |
| Wappen Horrenbach    | - Zu Horrenbach das Dorf Horrenbach und die abgegangene Ortschaft Dacht                                                                    | Historisches Gebäude in Horrenbach             |
| Wappen Klepsau.png   | - Zu Klepsau das Dorf Klepsau. | Klepsau von Burg Krautheim gesehen (2020)      |
| Wappen Krautheim     | - Zu Krautheim die Stadt Krautheim, der Wohnplatz Wehrmühle, sowie die abgegangenen Ortschaften Nydelingen, Pichintal und Wellendorf.      | Krautheim (1994)                               |
| Wappen unbekannt     | - Zu Neunstetten das Dorf Neunstetten, die Wohnplätze Ölmühle und Untere Mühle, sowie die abgegangene Ortschaft Obererlenbach.             | Neunstetten (2015)                             |
| Wappen unbekannt     | - Zu Oberginsbach das Dorf Oberginsbach mit Corpus-Christi-Kirche und die abgegangene Ortschaft Remenweiler.                               | Oberginsbach Ortseingang (2020)                |
| Wappen Oberndorf     | - Zu Oberndorf das Dorf Oberndorf und die Wohnplätze Knock (Kapellenberg) und Stockbrunnenwiesen, sowie abgegangene Ortschaft Mutzenbrunn. | Valentinskapelle Oberndorf (2020)              |
| Wappen Unterginsbach | - Zu Unterginsbach das Dorf Unterginsbach.                                                                                                 | Unterginsbach (2008)                           |

### Nachbargemeinden
An Krautheim grenzt im Norden die Kleinstadt Boxberg, im Nordosten die Gemeinde Assamstadt, beide im Main-Tauber-Kreis; im Osten die Gemeinde Dörzbach, im Süden die Kleinstadt Ingelfingen, im Südwesten die Gemeinde Schöntal, alle im Hohenlohekreis; und schließlich im Nordwesten die Kleinstadt Ravenstein im Neckar-Odenwald-Kreis.

### Flächenaufteilung
Nach Daten des Statistischen Landesamtes, Stand 2014.

## Geschichte

### Mittelalter

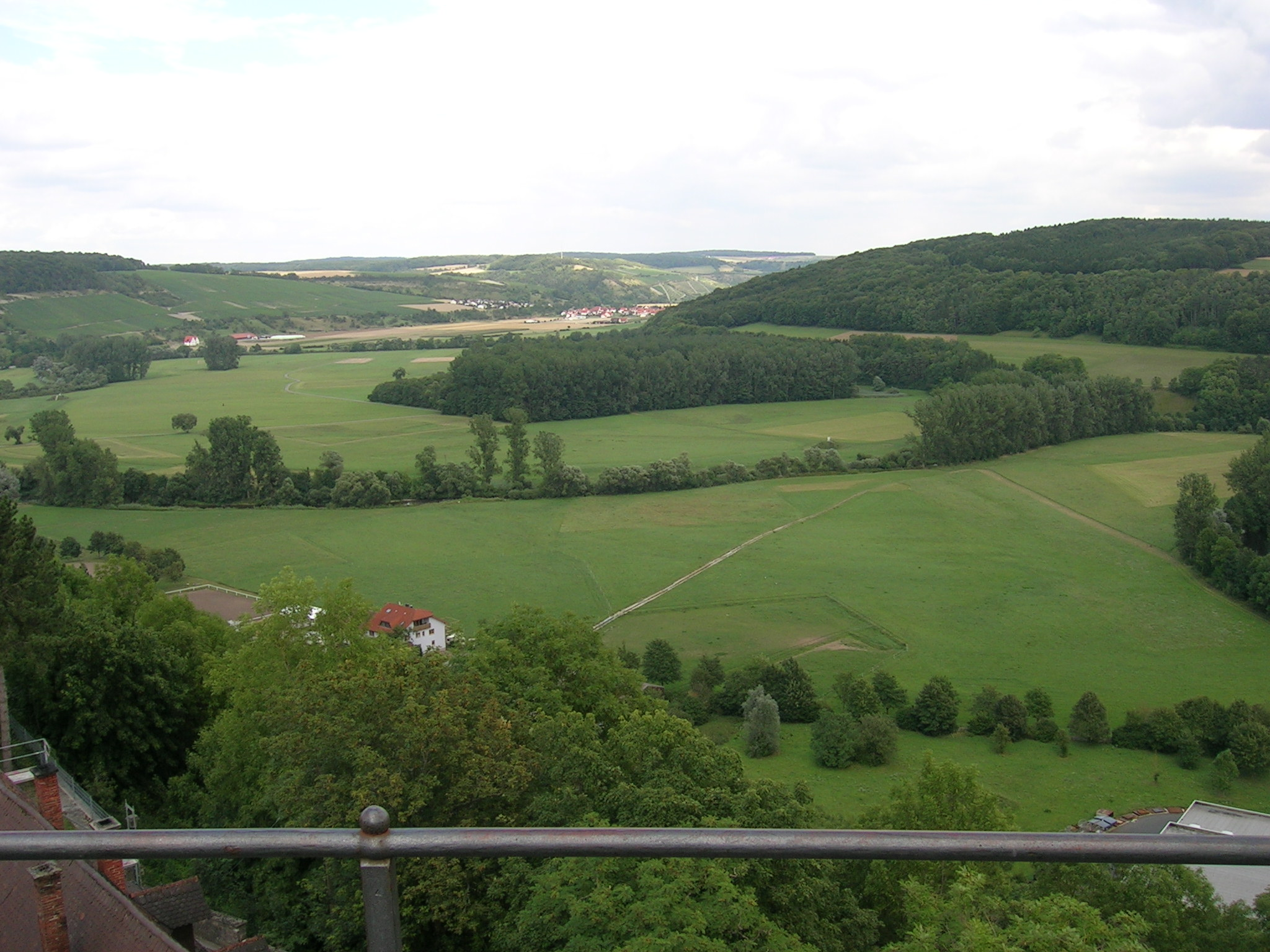
Blick von Burg Krautheim – Hier ist die Jagst Grenze zwischen Baden und Württemberg.

Krautheim (gemeint ist das heutige Altkrautheim) wurde 1096 erstmals urkundlich als Crutheim erwähnt; die Gründung ging auf die Franken zurück.
Die Burg (im heutigen Hauptort Krautheim) wurde 1213 von Wolfrad I. von Krautheim auf dem Bergsporn errichtet. Von 1240 bis 1242 waren die staufischen Reichskleinodien (Reichskrone, Zepter und Reichsschwert) vermutlich in der Burg Krautheim in Verwahrung. 1306 erhielt Krautheim zusammen mit Ballenberg die Stadtrechte. 1329 wurde Krautheim erstmals als Stadt erwähnt. Ab 1399 stand Krautheim unter Kurmainzer Vorherrschaft bzw. Herrschaft.

### Neuzeit
Der Überlieferung zufolge rief Götz von Berlichingen 1516 dem in der Burg Krautheim sitzenden Mainzer Amtmann Max Stumpf den Schwäbischen Gruß („er soldt mich hinden leckhenn“) zu, den Goethe dann in seinem Drama „Götz von Berlichingen“ mit großem Erfolg leicht abgeändert verwendete.
Als Entschädigung für linksrheinische Gebietsverluste erhielt das Adelshaus Salm-Reifferscheidt-Bedburg mit dem Reichsdeputationshauptschluss 1803 das Fürstentum Krautheim, das aus ehemals kurmainzischen und würzburgischen Besitzungen neu gebildet wurde und neben Stadt und Oberamt Krautheim das Kloster Schöntal, das Priorat Gerlachsheim und das Amt Grünsfeld umfasste.
Durch die Rheinbundakte wurde das Fürstentum Krautheim nach nur drei Jahren Bestand 1806 mediatisiert. Das Amt Krautheim wurde entlang der Jagst in einen nordwestlichen badischen und einen südöstlichen württembergischen Teil geteilt; Krautheim sowie Gommersdorf, Horrenbach, Klepsau, Neunstetten und Oberndorf kamen an das Großherzogtum Baden, Altkrautheim sowie Ober- und Unterginsbach an das Königreich Württemberg. Von 1811 bis 1938 unterstanden die drei württembergischen Orte dem Oberamt Künzelsau (seit 1934 Kreis Künzelsau), von 1938 bis 1972 dem Landkreis Künzelsau. Die badischen Orte gehörten bis 1972 zum Landkreis Buchen. Da beide Landkreise nach dem Zweiten Weltkrieg Teil der Amerikanischen Besatzungszone geworden waren, lagen somit alle Orte der heutigen Gemarkung Krautheims seit 1945 im neu gegründeten Land Württemberg-Baden, das 1952 im jetzigen Bundesland Baden-Württemberg aufging.
Mit der baden-württembergischen Kreisreform am 1. Januar 1973 wurde Krautheim mitsamt den eingemeindeten Teilorten dem neu gegründeten Hohenlohekreis zugeordnet, während der Großteil des damaligen Landkreises Buchen dem ebenfalls neu gegründeten Neckar-Odenwald-Kreis zugeordnet wurde. Der Hohenlohekreis umfasst somit als ansonsten württembergischer Landkreis auch ehemals badische Gebiete. Die historische Zugehörigkeit der Stadt zum badischen Landkreis Buchen spiegelt sich bis heute in einigen Bereichen wider, beispielsweise bei der Organisation der Kirchen, Sportvereine und Kreditinstitute.

### Eingemeindungen
- 1. September 1971: Gommersdorf, Horrenbach, Klepsau und Oberndorf[10]
- 1. Dezember 1972: Neunstetten[11]
- 1. Januar 1973: Altkrautheim, Oberginsbach und Unterginsbach[11]

## Religion
Bei der kirchlichen Organisation ist die Stadt entlang der ehemaligen Grenzlinie zwischen Württemberg und Baden zweigeteilt: Die katholischen Kirchen der Kernstadt und der anderen ehemals badischen Teilorte gehören zur Seelsorgeeinheit Krautheim-Ravenstein-Assamstadt im Dekanat Tauberbischofsheim des Erzbistums Freiburg, die der ehemals württembergischen Teilorte zur Seelsorgeeinheit Mittleres Jagsttal im Dekanat Hohenlohe der Diözese Rottenburg-Stuttgart. Die evangelischen Kirchen gehören je nach Teilort zum Kirchenbezirk Adelsheim-Boxberg der Evangelischen Landeskirche in Baden oder zum Kirchenbezirk Künzelsau der Evangelischen Landeskirche in Württemberg.

## Politik

### Gemeinderat
In Krautheim wird der Gemeinderat nach dem Verfahren der unechten Teilortswahl gewählt. Dabei kann sich die Zahl der Gemeinderäte durch Überhangmandate verändern. Er besteht aus den gewählten ehrenamtlichen Gemeinderäten und dem Bürgermeister als Vorsitzendem. Der Bürgermeister ist im Gemeinderat stimmberechtigt.
Die Kommunalwahl am 9. Juni 2024 führte zu folgendem Endergebnis. Die Wahlbeteiligung betrug 64,45 % (2019: 59,9 %). 
| Freie Wähler Krautheim | 71,11 %  | 12 Sitze |                         | (2019: 90,3 %, 16 Sitze) |
| CDU-Bürgerliste*       | 028,89 % | 05 Sitze | (2019: 9,7 %, 02 Sitze) |                          |

* 2019 nur Bürgerliste

### Bürgermeister
Bürgermeister von Krautheim ist seit dem 1. August 2023 Andreas Insam. Er wurde am 7. Mai 2023 mit 68,6 Prozent der Stimmen gewählt. Er folgte Andreas Köhler (CDU) nach, der von 2002 bis 2023 amtierte.

### Wappen und Flagge
Die Blasonierung des Krautheimer Wappens lautet: „In elfmal von Schwarz und Silber geteiltem Schild oben rechts eine rote Vierung, darin ein sechsspeichiges silbernes Rad.“ Die Stadtflagge ist Schwarz-Weiß.
Das älteste bekannte Siegel Krautheims von 1473 zeigt nur das Mainzer Rad. Nachdem Krautheim 1806 badisch geworden war, zeigte das Stadtsiegel zunächst ein Kleeblatt, ab 1898 aber erneut das Mainzer Rad. 1950 führte die Stadt das Mainzer Rad in einem von Rot und Grün gespaltenen Schild. Der jetzige elfmal von Schwarz und Silber geteilte Schild geht auf das Wappen des früheren Ortsadels zurück; von ihm sind auch die Flaggenfarben abgeleitet. Das heutige Wappen, das das Mainzer Rad mit dem Wappen des Ortsadels verbindet, wurde der Stadt am 5. November 1955 vom baden-württembergischen Innenministerium verliehen, die Flagge am 14. Oktober 1971.

### Gemeindepartnerschaften
Partnergemeinde von Krautheim ist die sächsische Gemeinde Ebersbach im ehemaligen Landkreis Großenhain, heute Landkreis Meißen.

## Wirtschaft und Infrastruktur

### Verkehr
Krautheim war bis 1988 durch die Jagsttalbahn von Möckmühl nach Dörzbach an das Schienennetz angebunden. Heute befinden sich die nächsten größeren Bahnhöfe in Osterburken (22 km, Frankenbahn und badische Odenwaldbahn), Bad Mergentheim (19 km, Bahnstrecke Crailsheim–Königshofen) und Waldenburg (29 km, Hohenlohebahn). Die nächste Autobahn ist die A 81 (Ausfahrt Osterburken). Die nächste Bundesstraße ist die B 19, die durch den Nachbarort Dörzbach führt.
Der Kocher-Jagst-Radweg verläuft als touristischer Landes-Radfernweg durch Krautheim. Er ist ein Rundkurs entlang der beiden Flüsse Kocher und Jagst zwischen Bad Friedrichshall und einer Querverbindung zwischen den Tälern bei Aalen (Stadtteil Unterkochen) und Lauchheim. Außerdem verläuft der Württemberger Weinradweg durch die Stadt. Vom Kochertal bei Künzelsau kommend führt er über Stachenhausen (Stadt Ingelfingen) und durch Ober- und Unterginsbach nach Altkrautheim. Dort trifft er auf den Kocher-Jagst-Radweg und folgt diesem flussaufwärts. Insgesamt führt er von Rottenburg am Neckar nach Niederstetten.

### Ansässige Unternehmen
Die im nahen Künzelsau ansässige Würth-Gruppe ist auch für Krautheim von hoher Bedeutung. In Krautheim selbst sind die Firmen Wöhrle (Metallwarenfabrik), Dometic Seitz (Zulieferer für Wohnwagen- und Wohnmobilhersteller) und Rüdinger Spedition (Logistik) sowie die Einrichtungen des Bundesverbandes Selbsthilfe Körperbehinderter die größten Arbeitgeber.

### Sport
Im Stadtteil Krautheim gibt es unter anderem einen Fußball- (TSV Krautheim), einen Tennis- (TSC Krautheim) und einen Volleyballverein (ASC Krautheim). Im Stadtteil Gommersdorf ist der Fußballverein VfR Gommersdorf (Verbandsliga Nordbaden) ansässig.

## Kultur und Sehenswürdigkeiten

### Museen
Johanniter-Museum

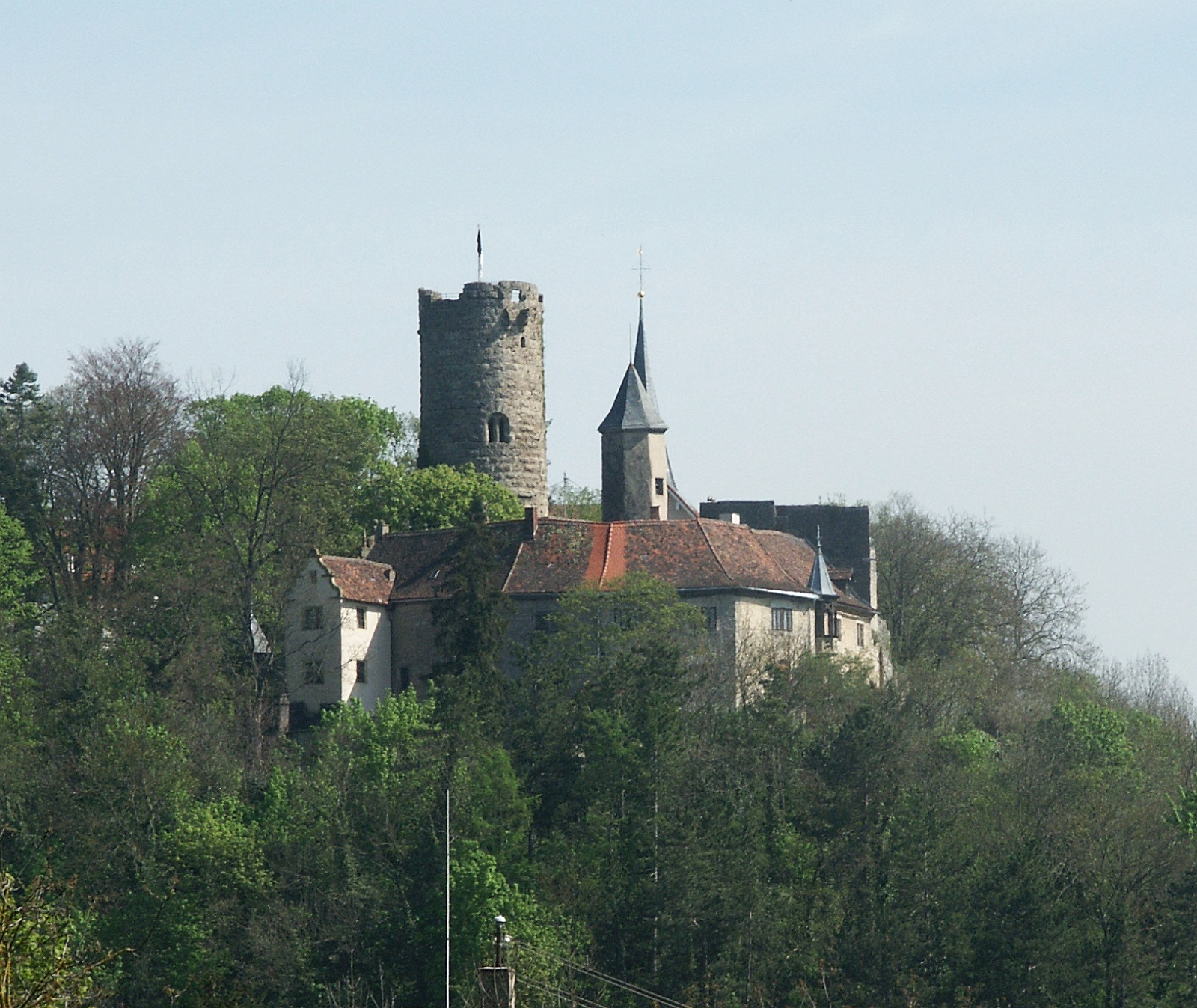
Burg Krautheim

Einen Einblick in die Geschichte des Johanniterordens bietet das auf dem Burgberg direkt neben dem Rathaus der Stadt gelegene Johanniter-Museum.
Burgmuseum
Im Burgmuseum kann man sich über die Geschichte der Burg Krautheim informieren.
Burg- und Johanniter-Museum sind von Mai bis September an Wochenenden und Feiertagen geöffnet. Außerhalb der Öffnungszeiten melden sich Interessenten bei der Stadtverwaltung.

### Naturdenkmäler

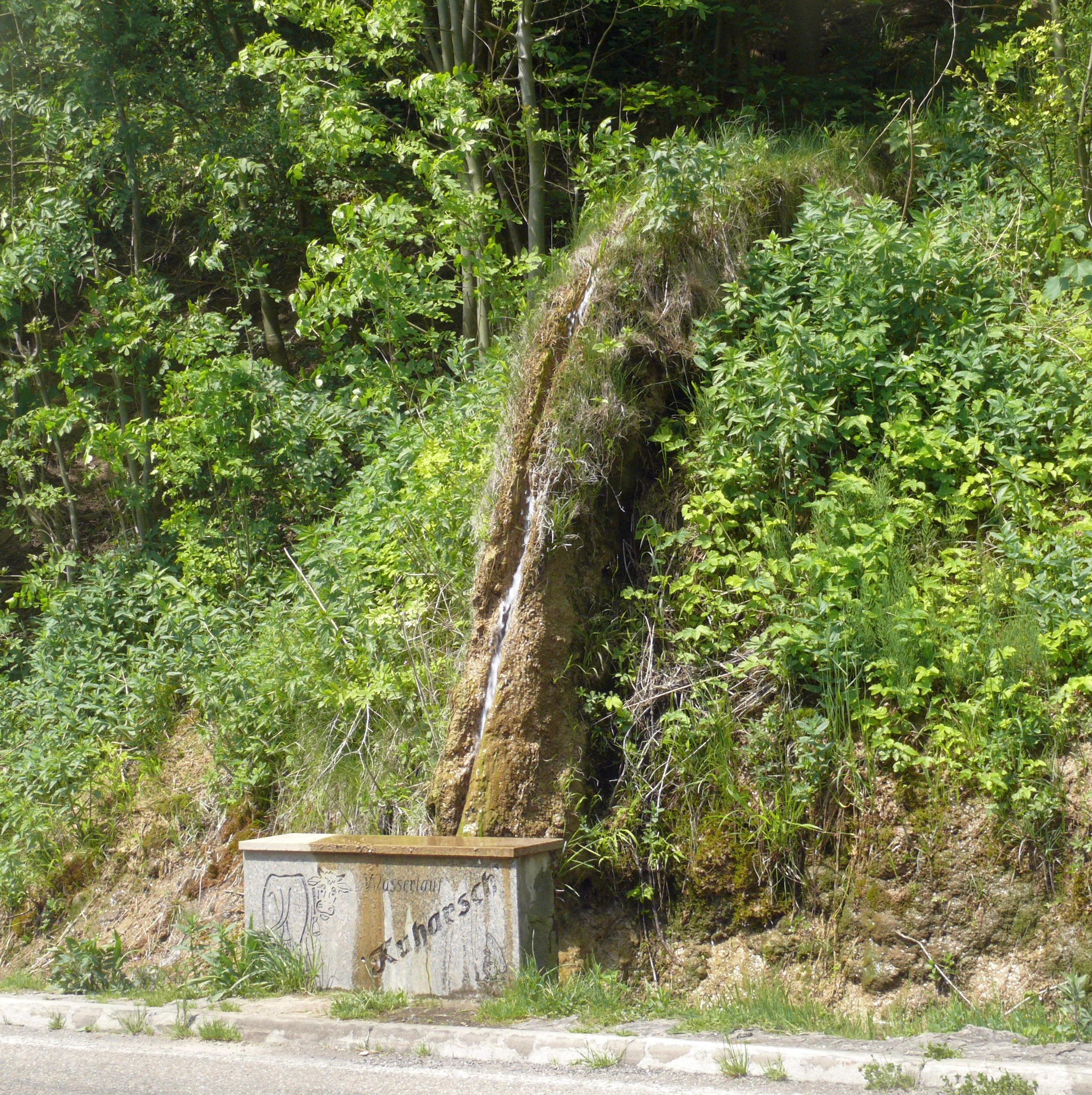
Krautheimer Kuharsch

Der Krautheimer Kuharsch ist eine Steinerne Rinne. Er ist durch eine Quelle entstanden, deren sehr kalkhaltiges Wasser durch die Versinterung eine Rinne gebildet hat, deren skurrile Gestalt der Name dieses Naturphänomens anschaulich wiedergibt. Der Kuharsch ist eine Station auf den Pfaden der Stille in und um Dörzbach und steht unter Naturschutz. Er befindet sich etwa 600 m hinter dem Ortsausgang von Krautheim in Richtung Klepsau an der L 1025.

## Persönlichkeiten

### In Krautheim geboren
- Leonhard Frank (* in „Klebsheim an der Jagst“, wahrscheinlich Klepsau, heute Ortsteil von Krautheim; † 21. September 1648), von 1614 bis 1648 Abt des Prämonstratenserklosters Oberzell in Zell am Main
- Franz Konrad Macké (1756–1844), Bürgermeister von Mainz
- Franz Anton Keller (1772–1838), badischer Oberamtmann
- Ludwig von Krutheim (1819–1885), deutscher Verwaltungsbeamter und Richter
- Otto Beck (1846–1908), Oberbürgermeister von Mannheim
- Fritz Eichhorn (1870–1939), Forstmann der höheren Forstverwaltung
- Adolf Brehm (1878–1937), Jurist und außerordentlicher Professor
- Kurt Stade (1899–1971), Althistoriker und Hochschullehrer
- Ralph Weber (* 1960), Rechtswissenschaftler

### Mit Krautheim verbunden
- Norbert Heuser (* 1965), parteiloser Politiker, in Krautheim aufgewachsen